# Gwatemala na Letnich Igrzyskach Olimpijskich 1952
Gwatemalę na Letnich Igrzyskach Olimpijskich 1952 reprezentowało 21 zawodników. Żadnemu ze sportowców nie udało się zdobyć medalu na tej olimpiadzie.

## Wyniki

### Lekkoatletyka
- José Julio Barillas
- Doroteo Flores
- Víctorio Solares
- Jeremías Stokes
- Luis Velásquez
- Graviola Ewing

### Kolarstwo
- Armando Castillo
- Fernando Marroquín
- Gustavo Martínez
- Juan Montoya
- Carlos Sandoval

### Pływanie
- José Valdes

### Strzelectwo
- José Gómez
- Alfredo Mury
- Francisco Sandoval

### Szermierka
- Antonio Chocano
- Eduardo López
- Rubén Soberón

### Zapasy
- Marco Antonio Girón
- Osvaldo Johnston
- Arístides Pérez